# 1804年逝世人物列表
下面是1804年逝世的知名人士列表。
1804年逝世人物列表：1月 - 2月 - 3月 - 4月 - 5月 - 6月 - 7月 - 8月 - 9月 - 10月 - 11月 - 12月

## 1月

### 3日
- 第九代男爵威廉·曼塞爾，英國貴族和政治家

### 4日
- 夏洛特·倫諾克斯，英國作家、劇作家、詩人和翻譯家
- 雅克-法蘭索瓦·博爾達·多爾，法國地質學家
- 瑪麗亞·蘇什科娃，俄語翻譯

### 5日
- 彼得·普羅施，蒂羅爾農民的兒子，他前往德國王室並寫了一本關於它的自傳

### 7日
- 路易-瑪麗·德·諾瓦耶，法國將軍，商人

### 9日
- 詹姆斯·泰特勒，蘇格蘭百科全書和熱氣球主義者

### 12日
- 約翰·巴蒂斯特·貝戈普祖默，奧地利演員、戲劇導演和劇作家

### 13日
- 小埃吉德·韋爾赫斯特，德國雕刻師

### 15日
- 德魯·德魯里，英國昆蟲學家

### 18日
- 撒母耳·馬托克斯，美國政治家、大陸軍軍官和佛蒙特州財政部長

### 19日
- 保羅·克雷·馮·克拉若瓦，奧地利 Feldzeugmeister

### 21日
- 恩斯特·戈特弗裡德·鮑丁格，德國醫生

### 26日
- 何塞·尼古拉斯·德·阿扎拉，西班牙政治家、外交官和藝術贊助人

### 27日
- 約瑟夫·馮·戴姆，波西米亞貴族、蠟像雕塑家、音樂贊助人和維也納藝術和古玩畫廊的所有者

### 29日
- 弗朗茨·特倫特爾，德國耶穌會士、大學教授、數學家和天文學家

### 日期不詳
- 賈瓦德汗，卡扎爾帝國部落成員，Gəncə汗國大汗

## 2月

### 1日
- Mathieu-Antoine Bouchaud，法國律師、經濟學家和百科全書作家

### 2日
- 雅克·菲力浦·雷蒙德·德拉帕諾，法國博物學家、軟骨學家和植物學家
- 喬治·沃爾頓，美國政治家、喬治亞州州長和美國參議員

### 3日
- 愛德華·布萊克特，英國政治家

### 5日
- 克利斯蒂安·約瑟夫·賈格曼，德國樞密院議員和圖書館館長

### 6日
- 約瑟夫·普利斯特里，英國化學家、牧師及教育家。他最主要的貢獻是對氣體特別是氧氣的早期研究。

### 7日
- 威廉·賓厄姆，美國大陸國會議員，賓夕法尼亞州參議員

### 9日
- 丹尼爾·傑尼施，德國路德宗神學家

### 12日
- 伊曼努尔·康德，德国哲学家

### 19日
- 卡爾·克裡斯托夫·內斯特勒，德國新教神學家
- 大衛·克裡斯托夫·賽博爾德，德國新教神學家和大學講師

### 22日
- 約瑟夫·本達，波希米亞-德國音樂家

### 25日
- 約翰·溫澤爾·馮·斯波克，律師、政治家和戲劇導演

## 3月

### 1日
- 帕爾馬的卡羅琳娜，費迪南多一世女兒
- 鲁道夫·施泰纳，德國建築師和建築顧問

### 3日
- 喬瓦尼·朱利奧·傑羅拉莫·伯納，羅馬天主教神職人員和圖書館創始人
- 喬凡尼·多美尼科·提也波洛，巴羅克時期的義大利畫家

### 4日
- 第三代男爵威廉·麥克斯韋，蘇格蘭-英國貴族
- 約翰·布道者施密特，德國管風琴製造商
- 卡爾·利奧波德·羅利格，德國古典作曲家

### 7日
- 丹尼爾·希斯特，美國政治家
- 約翰·克裡斯托夫·西格蒙德·馮·帕裡斯，奧格斯堡市法院的貴族、商人、土地擁有者和評估員

### 9日
- 彼得·威廉·約瑟夫·德·吉內蒂，德國醫生

### 10日
- 第二代卡梅爾福德男爵湯瑪斯·彼特，英國貴族和海軍軍官
- 約瑟夫·羅森瑙爾，為施瓦岑貝格親王服務的林業工程師和測量

### 12日
- 約翰·海因里希·布盧門撒爾，德國波羅的海醫生和神學家
- 克利斯蒂安·埃伯哈德·埃伯萊因，德語繪畫老師

### 13日
- 达摩达尔·潘德，尼泊爾總理

### 16日
- 亨里克·加布里埃爾·波爾坦，芬蘭作家和歷史學家
- 弗裡德里希·奧古斯特·馮·津岑多夫，撒克遜政治家

### 19日
- 第一代阿爾文利男爵理查·雅頓，英國律師和政治家，下議院議員
- 路易士·讓·德斯普雷茲，法國建築師、畫家和平面藝術家

### 21日
- 昂吉安公爵路易·安托万，法國公爵

### 22日
- 威廉·福塞特，英國軍官

### 26日
- 沃爾夫岡·馮·肯佩倫，哈布斯堡王朝的發明家、建築師和公務員

### 27日
- 約翰·弗里德里希·古斯塔夫·馮·斯托克豪森，普魯士少將

### 29日
- 本傑明·卡彭特，美國軍方和政治家
- 約翰·戈特弗裡德·施萬伯格，德國作曲家和鋼琴演奏家

### 30日
- 伊萬·葉夫斯塔菲耶維奇·坎多什金，俄羅斯作曲家和小提琴家
- 维克多-弗朗索瓦·德·布罗伊，法國軍事指揮官和政治家，法國元帥

## 4月

### 2日
- 湯瑪斯·海因里希·加德布施，德國憲法律師和歷史學家在瑞典服役

### 3日
- Jędrzej Kitowicz，波蘭神職人員和歷史學家

### 5日
- 威廉·吉爾平，英國作家、神職人員和藝術家
- 讓-查理斯·皮切格魯，法國大革命戰爭將軍

### 9日
- 安德列亞斯·蒙海姆，藥劑師，亞琛市長
- 雅克·内克尔，路易十六時期的瑞士銀行家和財政部長

### 11日
- 米克洛什·庫茲米茨，匈牙利斯洛維尼亞作家，天主教神父
- 華金·德爾·皮諾·桑切斯·德·羅哈斯，西班牙政治家

### 12日
- 阿瑪莉·克莉絲蒂娜·吉爾丁，德國瓷器畫家

### 14日
- 卡爾·弗朗茨·馮·德·戈爾茨，普魯士中將，以及國家和戰爭部的秘密部長

### 15日
- 让-夏尔·皮舍格吕，法國將軍（在獄中被勒死）
- 多米尼克·奧利切克，雕塑家、瓷器藝術家、宮廷雕塑家
- 邁克爾·胡貝爾，德國語言學家、文學史學家和作家

### 16日
- 威廉·麥克雷，美國律師和政治家，第一屆國會參議員

### 20日
- 恩斯特二世，薩克森-哥達-阿爾滕堡公爵，科學家

### 25日
- 漢斯·雅各·威利，1804年博肯克裡格叛亂分子的瑞士領導人

### 29日
- 約翰·莫里茨·施瓦格，德國新教神學家

### 30日
- 耶利米·沃茲沃思，美國政治家

## 5月

### 5日
- 安東尼奧·何塞·卡瓦尼列，18世紀西班牙植物學家
- 約翰·克裡斯托夫·馬蒂尼，德國新教神職人員和教會歷史學家

### 7日
- 洛倫佐·誇格裡奧，巴羅克時期的畫家和建築師
- 約翰·格奧爾格·舒爾特斯，瑞士神職人員

### 8日
- 約翰·路德維希·施密特伯恩，商人、市長

### 9日
- 約翰·福克斯（Johann Fuchs），下施蒂里亞教堂建築師

### 10日
- 約翰·斯特拉頓，美國政治家

### 12日
- 奧古斯特·喬治·烏勒，德國路德宗神學家

### 17日
- 卡爾·約阿希姆，Reichsfürst zu Fürstenberg
- 約翰·約翰斯·特裡格，美國政治家

### 18日
- 約翰·格奧爾格·沃爾莫勒，神學家、王子和宮廷大師的導師、奧芬巴赫的宮廷傳教士和作家

### 21日
- 約翰·托比亞斯·馮·昆佩爾，普魯士少將兼第16燧發槍營營長

### 22日
- 約翰·約阿希姆·斯伯丁，德國新教神學家、流行哲學家、新學家
- 卡爾·弗里德里希·特賴奇克，德國律師

### 28日
- 弗里德里希·海因里希·馮·波德維爾斯，普魯士皇家地區行政長官
- Castolus Reichlin von Meldegg，德國方丈，肯普滕王子修道院的最後一位王子方丈

### 29日
- 弗朗茨·卡爾·阿爾特，語言學家

### 30日
- 約翰·雅各·阿爾特多弗，瑞士新教神學家和傳教士
- 拉爾夫·伊扎德，美國政治家

### 31日
- 路德維希·戈特利布·斯克里巴，德國昆蟲學家和新教牧師

### 日期不詳
- 威廉·麥克米蘭，美國政治家

## 6月

### 1日
- 弗朗西斯·馮·保拉·赫爾讚·馮·哈拉斯，天主教會紅衣主教
- 約瑟夫·約阿希姆·耶格爾，巴伐利亞商人和當地政治家

### 3日
- 尼古拉斯·雷維特，英國地主紳士和業餘建築師

### 4日
- 約翰·弗里德里希·阿克曼，德國醫生

### 7日
- 約翰·雅各布·約瑟夫·基爾施鮑姆，律師，海德堡大學正教授

### 10日
- 約翰·斯蒂芬·海倫（Johann Stephan Heeren），德國管風琴製造商

### 11日
- 約翰·海因里希·馮·弗蘭肯貝格，羅馬天主教會紅衣主教
- 恩斯特·路德維希·波瑟爾特，德國歷史學家

### 14日
- 卡爾·威廉·埃廷格，出版商、書商

### 15日
- Théophile-Rémy Frêne，改革宗瑞士神學家

### 16日
- 约翰·亚当·席勒，作曲家、音樂作家和指揮家

### 18日
- 以撒·尤切爾，猶太啟蒙思想家
- 奧地利的瑪麗亞·艾瑪莉亞，奧地利大公夫人和波旁-帕爾馬公爵夫人

### 20日
- 卡爾·馮·沃斯，普魯士少將，第11步兵團團長

### 21日
- 瑪麗·路易絲·聖西蒙-蒙特萊特，法國貴族

### 23日
- 海因里希·利奧波德·馮·塞赫爾-托斯，德國地主

### 25日
- 乔治·卡杜达尔，法國大革命戰爭中的法國將軍和喬安人首領

### 26日
- 約爾根·蘭特，丹麥牧師、植物學家和法羅群島探險家

## 7月

### 1日
- 約翰內斯·貝克爾，德國管風琴家和教堂音樂家

### 3日
- 彼得·雷海斯，建築工人

### 5日
- 雅各·巴登，丹麥語言學家
- 約瑟夫·雅各·林格勒，瓷器專家

### 7日
- 克利斯蒂安·賈斯特·維德堡，薩克森-魏瑪-艾森納赫的德國法學家和政府官員

### 10日
- 弗朗索瓦·安布羅斯·迪多，法國圖書印刷商、字體鑄造廠和出版商
- 瑪麗安·馮德萊恩，德國伯爵夫人和布利斯卡斯特爾攝政王

### 12日
- 亚历山大·汉密尔顿，美國政治家，美國開國元勳之一
- 約翰·恩格爾哈德·卡勒（Johann Engelhard Kahler），路德宗神學家

### 16日
- 海因里希·沃斯，德國演員和歌手

### 17日
- 克利斯蒂安·恩斯特·格拉夫，德國作曲家，荷蘭宮廷音樂家

### 24日
- 馬丁·諾勒，德國南部和奧地利的壁畫家

### 25日
- 威廉·福賽斯，英國園藝家和植物學家
- 約翰·普羅科普·梅耶，奧地利王子主教維爾茨堡宮廷園丁

### 28日
- 弗朗茨·路德維希·詹納，瑞士政客

### 29日
- 威廉·歐文，美國政治家

### 30日
- 卡洛·阿利奧尼，義大利醫生和植物學家

### 31日
- 路易士·內克爾，瑞士物理學家、銀行家和百科全書家
- 戈特弗裡德·威廉·瓦格曼，德國路德宗神學家，哥廷根總教區總監督

## 8月

### 2日
- 約翰·安德列亞斯·塔芬格，德國教育家和路德宗神學家

### 3日
- 克裡斯托夫·安德列，德國實業家

### 4日
- 第一代邓肯子爵亚当·邓肯，英國海軍上將和海軍英雄

### 7日
- 約翰·格奧爾格·博姆，德國商人和漢薩同盟城市呂貝克市市長

### 9日
- 第七代特威代爾侯爵喬治·海伊，英國同儕、政治家和軍官

### 19日
- 阿爾伯特·安德羅特，法國作曲家
- Louis-René Levassor de Latouche Tréville，法國海軍上將
- 巴泰勒米·路易士·約瑟夫·舍勒，法國將軍

### 20日
- 查理斯·弗洛德，美國探險家，劉易斯和克拉克探險隊成員

### 21日
- 克利斯蒂安·路德維希·約翰·貝姆，德國律師和羅斯托克市長

### 24日
- 約瑟夫·瓦倫丁·亞當伯格，德國男高音歌唱家、演員、作曲家和歌唱教師

### 29日
- 尼爾斯·雷伯格，丹麥商人、船東和土地擁有者

### 30日
- 湯瑪斯·珀西瓦爾，英國醫生，第一部醫學倫理指南的作者

## 9月

### 4日
- 理查·薩默斯，美國海軍軍官（戰死）
- 約翰·彼得·班貝格，德國改革宗神職人員

### 5日
- 弗朗茨·安德列亞斯·馮·法夫拉特，普魯士皇家步兵將軍

### 10日
- 約翰·威廉·安德列亞斯·科斯曼，普魯士哲學家和大學講師

### 12日
- 奧托·斐迪南德·馮·勒本，德國特使兼內閣部長
- 約翰·弗里德里希·佐爾納（Johann Friedrich Zöllner），德國牧師

### 20日
- 皮埃尔·约瑟夫·博纳埃尔，法國自然科學家
- 皮埃尔·梅尚，法國天文學家和地理學家

### 21日
- 雅各·海因里希·路德維希·馮·阿尼姆-蘇科，普魯士地區行政長官和土地擁有者

### 29日
- 邁克爾·希勒加斯，美國政治家

### 30日
- 古斯塔夫·理查·布朗，美國醫生和喬治·華盛頓的朋友
- 雅克·費朗，法國步兵將軍

## 10月

### 2日
- 尼古拉·约瑟夫·屈尼奥，法國蒸汽車先驅

### 5日
- 弗里德里希·丹尼爾·貝恩，德國教育家，呂貝克凱薩琳大學校長，啟蒙運動的代表
- 約翰·霍斯金斯·斯通，美國政治家

### 8日
- 湯瑪斯·科克倫，加拿大法官
- 老克利斯蒂安·約爾漢，洛可哥和早期古典主義的巴伐利亞雕塑家

### 9日
- 皮埃爾-朱利安·德·蘭胡奈斯，法裔瑞士政治著作作家
- 弗朗茨·魯道夫·馮·施瓦赫海姆，瑞士裔巴伐利亞外交官
- 亞歷山大·懷特，美國政治家

### 13日
- 海因里希·莫里茨·戈特利布·格雷爾曼，德國統計學家和文化歷史學家

### 14日
- 撒母耳·波特，美國政治家

### 15日
- 安托萬·波美，法國化學家

### 17日
- 卡爾·奧古斯特·斯特魯恩塞，普魯士財政部長

### 19日
- 利奧波德·韋斯特，德國軍官和大學講師

### 22日
- Friedrich Wilhelm zu Isenburg und Büdingen，巴伐利亞中將和張伯倫

### 27日
- 約翰·雅各·戈特利布·謝爾比烏斯，德語老師

### 29日
- 莎拉·克羅斯比，第一位女衛理公會傳教士
- Vít Fučík，波西米亞人被稱作航空先驅
- 塞巴斯蒂安·弗裡德里希·特雷肖，德國新教神學家

### 日期不詳
- 約翰·克裡斯托夫·弗裡德里希·海斯，德國律師和作家

## 11月

### 1日
- 约翰·弗里德里希·格梅林，德國動植物學家
- 安東·威廉·蒂施拜因，德國畫家

### 2日
- 喬治·克利斯蒂安·阿德勒，德國傳教士和古物學家
- 阿曼德·加斯頓·加繆，法國政治家
- 卡爾·路德維希·馮·奧斯菲爾德，德國製圖師

### 5日
- 瑪麗亞·安娜·亞當伯格，奧地利女演員
- Louis le Pecq de la Clôture，法國醫生和外科教授
- 奧古斯特·弗裡德里希·奧倫海恩茨，德國畫家
- 貝傑·沃爾夫，荷蘭作家

### 7日
- 保羅·安東尼奧·皮索尼，瑞士建築師
- 約翰·克裡斯托夫·施瓦茨，波羅的海德國法律學者和外交官，里加市長

### 10日
- 弗雷德里克·阿萊因，阿姆斯特丹攝政王和市長
- 克勞德-克裡斯托夫·古爾丹，法國大革命議員，雅各賓派創始人
- 莫裡茨·約翰·安德列亞斯·威廉·克裡斯托夫·馮·奧森布魯赫，普魯士皇家少將

### 13日
- 約翰·克利斯蒂安·博克斯哈默，福音派作家、教師、翻譯、編輯、牧師和傳教士

### 14日
- Aagje Deken，荷蘭詩人

### 16日
- 亞歷山大·凱克，德國耶穌會士、教育家和音樂家

### 17日
- 安東尼烏斯·弗里德里希·戈特利布·海尼曼，管風琴製造商

### 18日
- 菲力·斯凱勒，美國獨立戰爭將軍，來自紐約的美國參議員，安杰莉卡·斯凯勒·丘奇和伊丽莎白·斯凯勒·汉密尔顿的父親，亚历山大·汉密尔顿的岳父

### 19日
- 约翰·考德威尔，美國肯塔基州政治家
- 彼得羅·亞歷山德羅·古列爾米，義大利作曲家

### 20日
- 蘇丹·伊本·艾哈邁德，馬斯喀特的賽義德

### 22日
- 伊莉莎白·哈德瓦爾克，德國藝術家

### 23日
- 理查·格雷夫斯，英國作家
- 斯特凡諾·博吉亞，天主教會紅衣主教
- 喬瓦尼·喬爾諾維奇，義大利小提琴演奏家和作曲家
- 弗里德里希·丹尼爾·馮·格拉澤，普魯士少將，第10驃騎兵團團長

### 26日
- 漢斯·弗裡德里希·海因里希·馮·博斯特爾，普魯士中將

## 12月

### 1日
- 弗裡德里希·路德維希·阿斯特，撒克遜軍官，最近是少將和工兵團團長
- 菲力浦·勒邦，法國發明家和商人

### 3日
- 斯坦尼斯拉夫·維德拉，波希米亞數學家和耶穌會士

### 4日
- 弗朗茨·澤維爾·尼塞爾，雕刻家
- 卡爾·戈特洛布·迪特曼，撒克遜福音派路德教牧師和作家

### 7日
- 約翰·博斯，德國企業家
- 約翰·托比亞斯·洛維茨，德俄化學家和藥劑師
- 戈特洛布·本內迪克特·馮·席拉赫，德國歷史學家和公關人員，丹麥國務委員

### 9日
- 利奧波德·馮·阿普法爾滕，耶穌會士和數學家
- 詹姆斯·亨利，美國律師和政治家
- 威廉·亞伯拉罕·泰勒，德國神學家

### 16日
- 克利斯蒂安·費利克斯·魏斯，德國作家和教育家

### 18日
- 雅各·本·沃爾夫·克蘭茲，希伯來傳教士

### 20日
- 第八世达赖喇嘛

### 21日
- 彼得羅·羅西，義大利科學家和昆蟲學家

### 22日
- 克利斯蒂安·戈特利布·達克塞爾特，德國管風琴家

### 24日
- 路德維希·費迪南德·胡貝爾，德國作家、翻譯家和記者
- 弗朗切斯科·拉維加，西班牙考古學家
- 馬丁·瓦爾，挪威-丹麥植物學家和林奈的學生

### 25日
- 康塔里娜·巴爾巴里戈，威尼斯著名貴族。
- 羅伯特·蒂斯代爾，英國園藝家和植物學家

### 26日
- 卡塔琳娜·馬格達萊娜·布魯克納，德國舞臺女演員
- 約翰·弗里德里希·昂格爾，德國印刷商和排版師

### 27日
- 卡爾·弗里德里希·特勒奇，德國律師和作家

### 28日
- 弗里德里希·馬格努斯·馮·諾特哈特，普魯士軍官

### 29日
- 弗朗茨·澤維爾·馮·凱薩爾，奧地利數學家

### 日期不詳
- 約翰·威廉姆斯，美國政治家